# Studená (kraj pilzneński)
Studená – miejscowość i gmina (obec) w Czechach, w kraju pilzneńskim, w powiecie Pilzno Północ. W 2022 roku liczyła 35 mieszkańców.